# Aposematismo
L'aposematismo è la colorazione di una parte più o meno estesa del corpo di un animale a fini di avvertimento contro possibili predatori.
Gli animali che utilizzano colori aposematici sono tossici o velenosi, oppure hanno semplicemente un sapore sgradevole per le specie che potrebbero utilizzarli come nutrimento.

## Funzione e scopo dell'aposematismo
I colori vistosi sono un modo di ricordare ai possibili predatori delle conseguenze dell'ingestione, o anche solo di un assaggio, dell'animale aposematico, con conseguente effetto deterrente. Quindi la colorazione ha la funzione di allontanare il predatore ancora prima che incominci il suo attacco, con evidente beneficio della preda per cui anche un semplice morso potrebbe essere fatale.
L'aposematismo non si affida alla memoria genetica delle specie di predatori, quanto piuttosto alla memoria individuale dei singoli animali; infatti molte creature aposematiche, una volta individuate da un predatore, ostentano visibilità e lentezza di movimenti. Si ritiene che questo comportamento serva a fornire un forte stimolo visivo al predatore, così da favorire il ricordo di eventuali passate esperienze negative con animali della stessa specie aposematica o anche della stessa colorazione.

## Principali colori aposematici

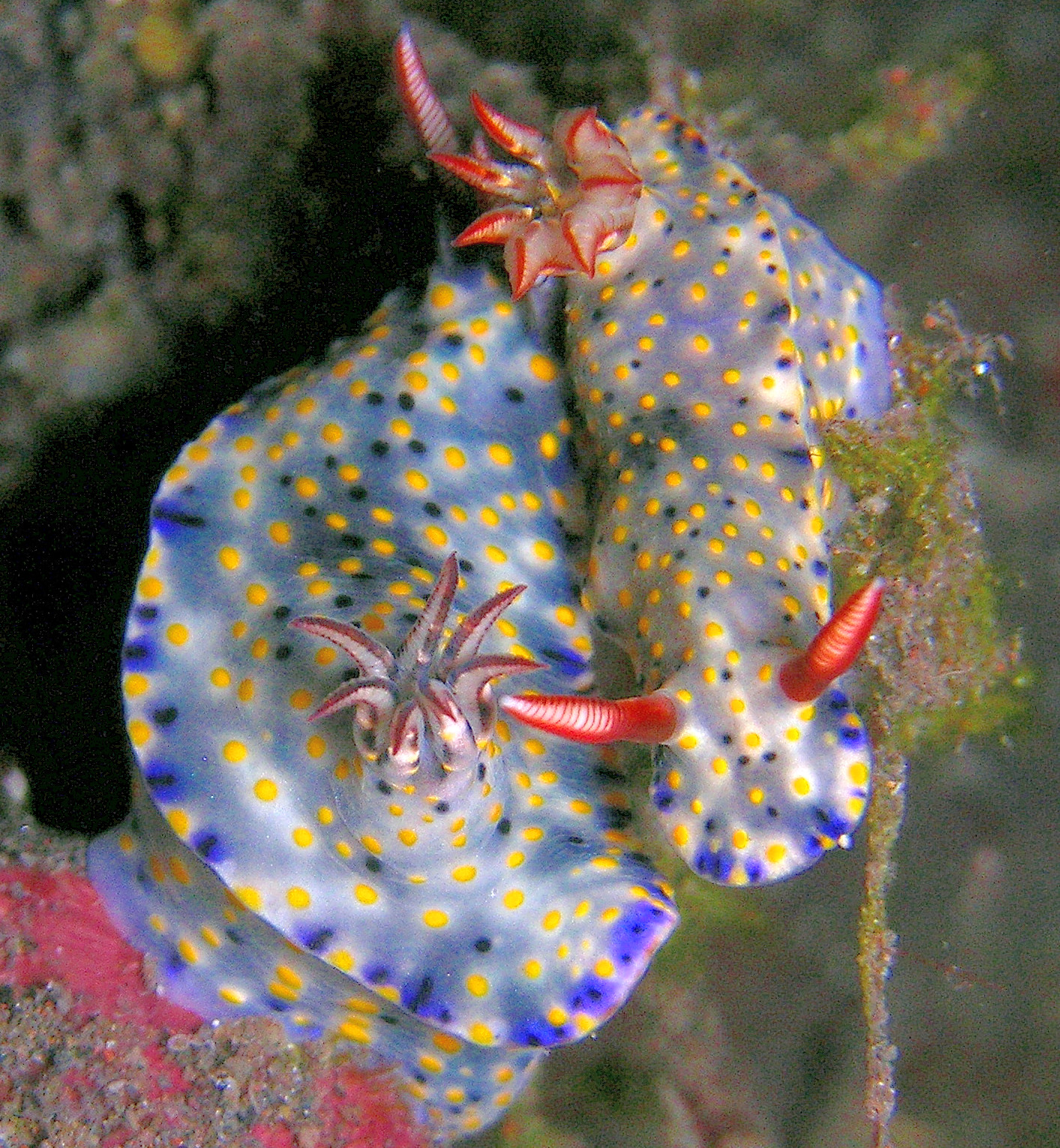
Il nudibranco Hypselodoris infucata, dalla colorazione aposematica

Si è osservato che i colori aposematici utilizzati dalle varie specie sono pochi: i colori principali sono il giallo, il rosso, l'arancione e l'azzurro, in genere collocati su uno sfondo tale da esaltare il contrasto: lo sfondo può essere nero o bianco, oppure un altro dei colori aposematici. Accostamenti particolarmente diffusi sono il rosso e il nero e, ancora di più, il giallo e il nero.
Spesso i colori si concentrano in zone particolarmente vulnerabili o attaccabili dai predatori, per esempio il ventre delle salamandre, oppure diventano più o meno vividi ed evidenti in funzione di determinati fattori ambientali, come per esempio la temperatura.
Le combinazioni di colori sono spesso analoghe su molte specie aposematiche non imparentate tra loro (mimetismo mülleriano). Spesso per specie simili o imparentate, non solo i colori, ma anche le forme diventano analoghe. Si ritiene che questo stratagemma possa facilitare la sopravvivenza delle specie aposematiche che possono così contare sul precedente "addestramento" del predatore da parte di altre specie aposematiche che usano i loro stessi colori.

## Esempi di organismi aposematici
Non sono noti esempi di aposematismo nel regno vegetale in cui, del resto, i danni a specie velenose provocate da predatori inesperti possono essere riparati molto più facilmente rispetto a quanto si verifica negli animali.
L'aposematismo è invece ampiamente diffuso nel regno animale:
- tra i gasteropodi numerose specie di nudibranchi;
- tra gli insetti: l'ape, la vespa, la coccinella, numerose farfalle tra cui le zigenidi, la cimice rossonera e alcune specie di formiche come la formica di fuoco. Inoltre i bruchi di diverse specie fanno uso di colori aposematici;
- tra i ragni: la malmignatta;
- tra i pesci: i pesci chirurgo;
- tra gli anfibi sono aposematiche numerosissime specie di rane tropicali, tra cui la famiglia Dendrobatidae, usate dagli indigeni per avvelenare le loro frecce, e di salamandre, tra cui la nota salamandra pezzata di colore giallo/nero;
- tra i rettili: il temuto serpente corallo;
- tra i mammiferi: la moffetta americana dal ben noto colore bianco e nero.

## Origine del nome
Il termine aposematismo fu coniato da Edward Poulton nel suo saggio del 1890 The colours of Animals; in questo libro Poulton elaborò i fondamenti della teoria dell'aposemia, ma le sue idee non godettero di molto credito per diversi decenni. 
La teoria aposematica fu brevemente riscoperta negli anni trenta da alcuni ricercatori tedeschi, ma è solo con l'inizio degli anni novanta che l'aposematismo è divenuto una delle branche più promettenti delle discipline che studiano la comunicazione animale.

## Aposematismo e mimetismo
Collegati all'aposematismo sono i fenomeni del mimetismo batesiano e mülleriano, che insieme costituiscono il mimetismo fanerico o di ostentazione (mimicry secondo gli autori anglosassoni).